# صدق

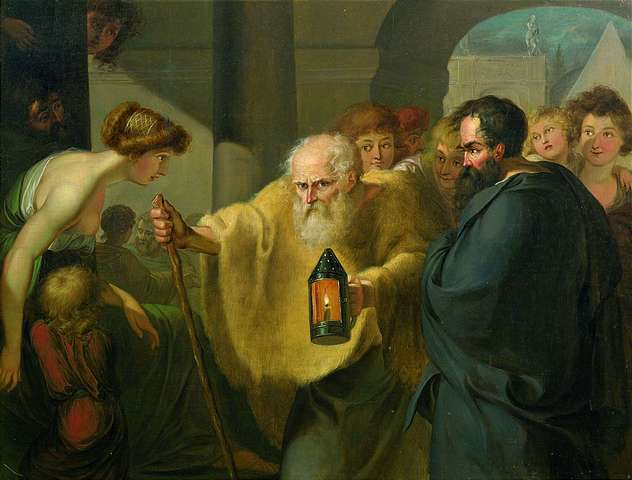

الصدق هو قول الحقيقة، وهو فضيلة من الفضائل ويعد من مكارم الأخلاق؛ وهو عكس الكذب؛ ويوصف الشخص الذي يتحدث بالحقيقة أنه صادق.
يترافق الصدق مع الخصال الحميدة مثل الأمانة والاستقامة والوفاء والإخلاص؛ وهو سمة حسنة لها مكانة عظيمة عند أغلب المجتمعات وفي العديد من الأديان والمعتقدات.

## آثار الصدق على الإنسان
لفضيلة مثل الصدق آثار عديدة في حياة البشر، فربما موقف واحد فقط يمكن أن يكون فيه الشخص صادقًا ينقذ حياة العديد من البشر، على العكس موقف واحد يشهد فيه الإنسان زورًا من الممكن أن يتسبب في ظلم العديد من الناس، هذا بجانب العديد من الآثار التي تؤثر على الشخص نفسه، وهذه أهم آثار الصدق الإيجابية على الإنسان:
- الوفاء بالوعود.
- الارتقاء بالحياة الزوجية.
- اكتساب احترام وثقة الناس.
- الراحة النفسية.

## اقرأ أيضاً
- الصدق في الإسلام
- كذب